# Grüner Fahnenbarsch
Der Grüne Fahnenbarsch (Pseudanthias huchtii), auch Huchts Fahnenbarsch genannt, ist eine Meeresfischart, die im tropischen Pazifik von der indonesischen Inselgruppe Molukken und den Philippinen im Westen bis Palau und Vanuatu im Osten und südlich bis zum Great Barrier Reef vorkommt.

## Merkmale

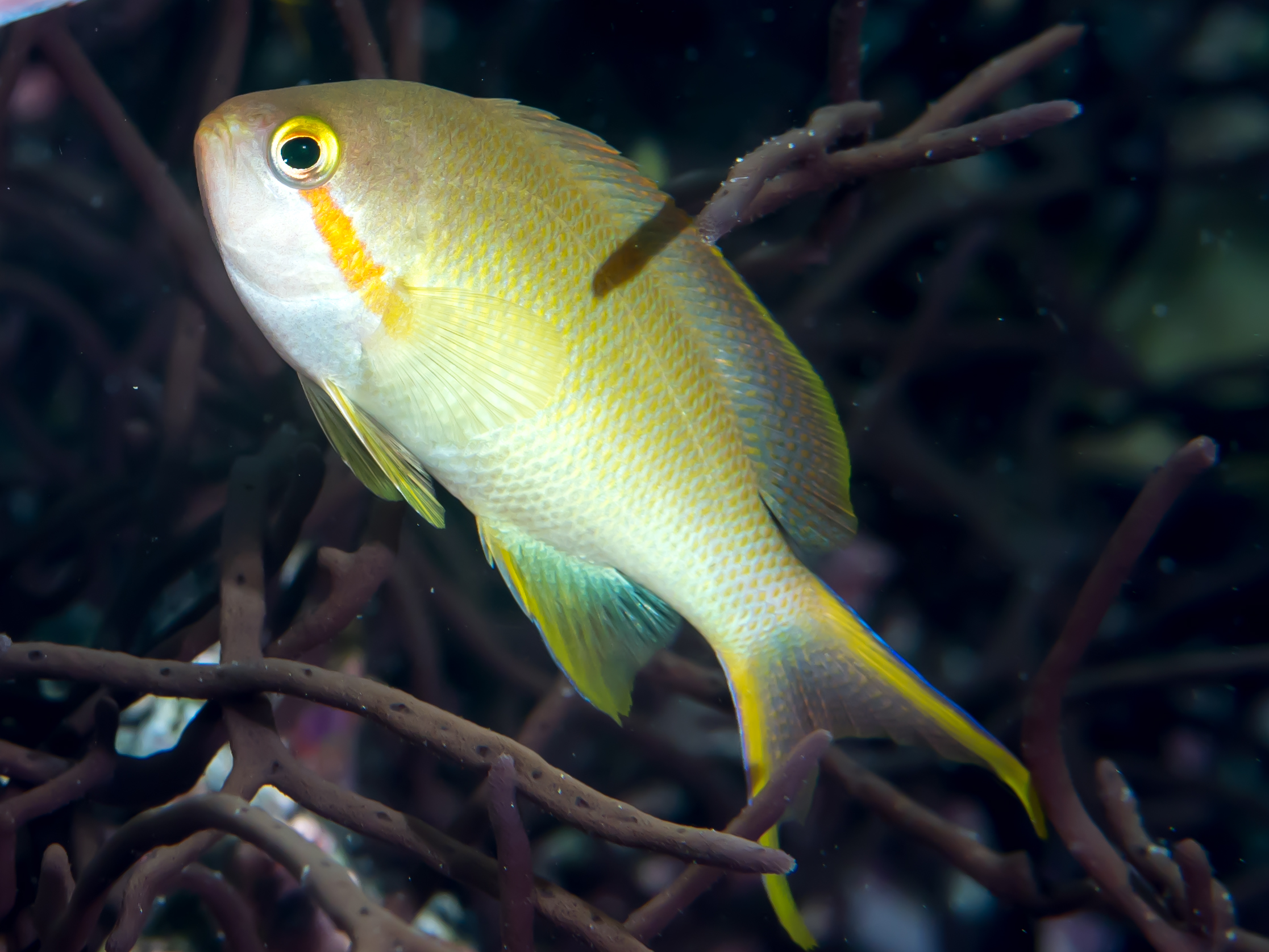
Weibchen

Im Unterschied zu den meisten anderen Fahnenbarscharten, die vorwiegend in Rottönen gefärbt sind, zeigt der Grüne Fahnenbarsch eine grünliche Grundfärbung. Männchen sind grünlich bis olivfarben und erreichen eine Körperlänge von 12 cm, Weibchen sind gelbgrün gefärbt und werden mit 6 cm nur halb so groß. Der dritte Rückenflossenstrahl der Männchen ist auffällig verlängert. Die Bauchflossen der Männchen sind rot. Ein rotes Längsband, das sich vom Hinterrand der Augen bis hinter die Brustflossenbasis erstreckt ist bei den Männchen rot und bei den Weibchen gelblich gefärbt.
- Flossenformel: Dorsale X/17, Anale III/7.[4]

## Lebensweise
Der Grüne Fahnenbarsch lebt einzeln, in Haremsgruppen mit einem Männchen und zahlreichen Weibchen oder in großen Schwärmen an Fels- und Korallenriffen, vor allem an den Außenriffen, in Wassertiefen von 3 bis 30 Metern und ernährt sich von Plankton.

## Forschungsgeschichte
Der Grüne Fahnenbarsch wurde von Bleeker 1857 in den Acta Societatis Scientiarum Indo-Neerlandicae als Anthias huchtii erstbeschrieben. Zum Artzusatz huchtii vermerkte er: „Ich benenne diese Art zu Ehren von Herrn G. J. L. Van der Hucht in Batavia, Besitzer einer schönen Sammlung von molukkischen Fischen die er mir mit größter Selbstlosigkeit zur Beschreibung übergab.“
In seinem Werk Atlas ichthyologique des Indies Orientales Néèlandaises erstellte Bleeker 1871 die Gattung Pseudanthias für 6 pazifische Fahnenbarsche die vormals den Gattungen Anthias und Serranus zugeordnet wurden, darunter Pseudanthias huchtii. Boulenger (1895) sah Pseudanthias als ein Juniorsynonym von Anthias bis Pseudanthias u.a von Katayama und Amaoka (1986), Randall und Hutomo (1988), Randall und Pyle (2001) und anderen wieder als gültige Gattung angesehen wurde.